# Hemiloapis yandaira
Hemiloapis yandaira är en skalbaggsart som beskrevs av Maria Helena M. Galileo och Martins 2004. Hemiloapis yandaira ingår i släktet Hemiloapis och familjen långhorningar. Inga underarter finns listade i Catalogue of Life.